# 水上オートバイ

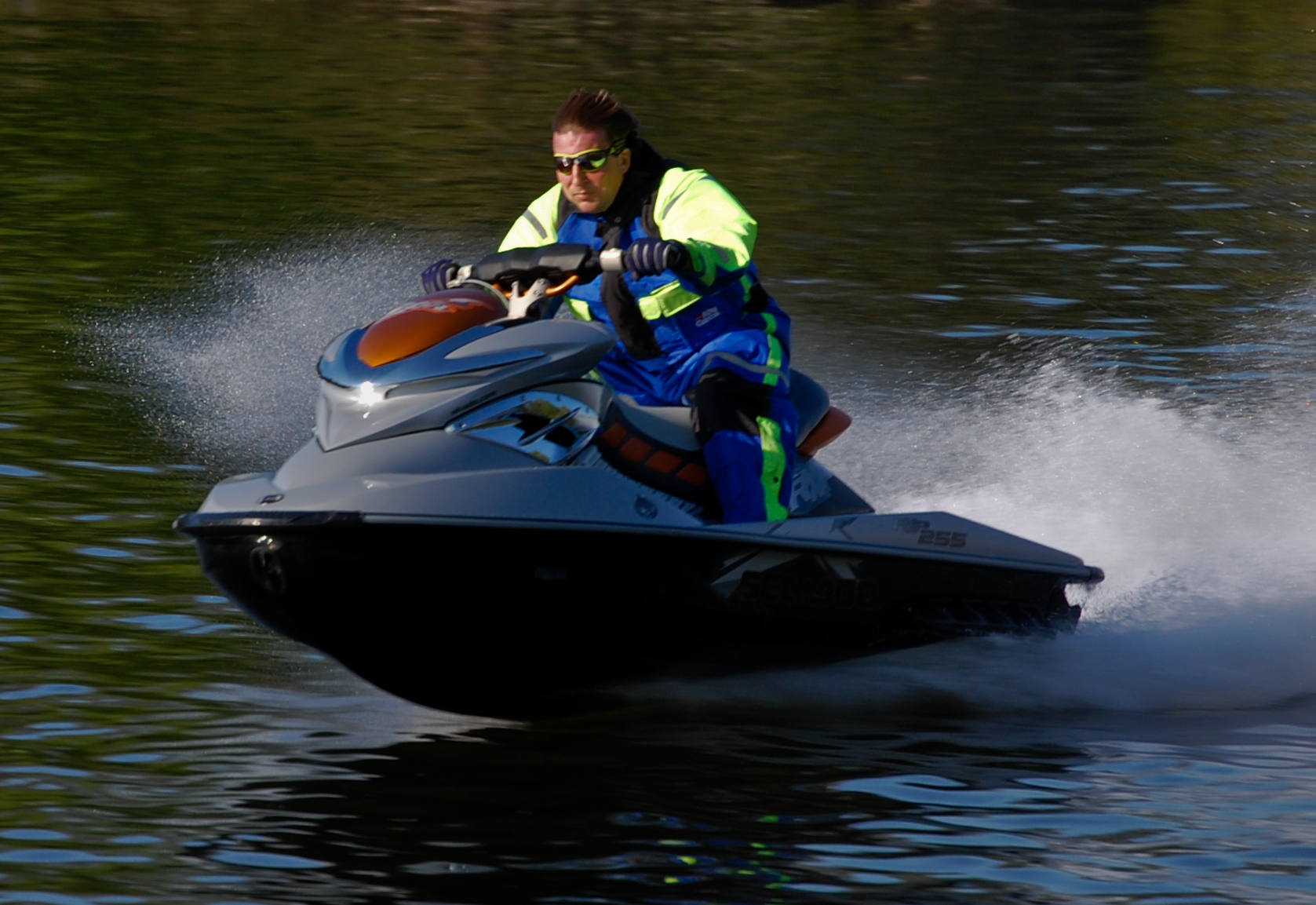

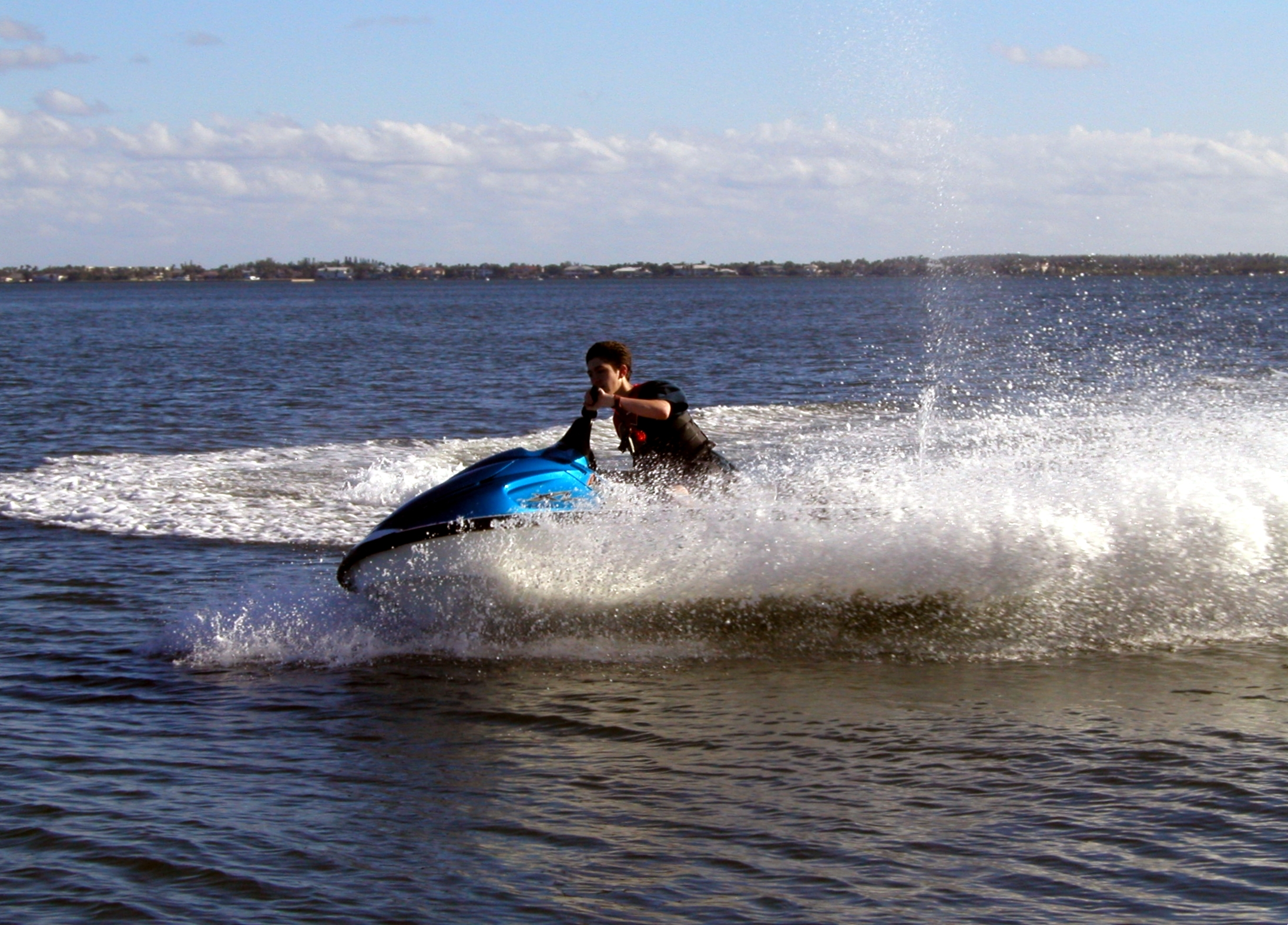
水上オートバイ（YAMAHA Waverunner：アメリカモデル）

水上オートバイ（すいじょうオートバイ）は、船舶の一種。推進力としてウォータージェット推進システムを用い、ハンドルバーの操作と操縦者の身体バランスにより操縦するもの。1人乗り（スタンドアップタイプ）と2人・3人・4人乗り（ランナバウトタイプ）の二種類に分類される。
日本では船舶職員及び小型船舶操縦者法における特殊小型船舶を指す。別名水上バイクとも呼ばれる。英語圏では一般的にパーソナルウォータークラフト（PWC）と呼ばれ、プレジャーボートに包括されている。
メーカー別では、ジェットスキー（カワサキ）、マリンジェット（ヤマハ）、シードゥー（BRP）が登録商標となっている。しかし、特に｢ジェットスキー｣の名称は水上オートバイ全体を指す名称として使用されることがある。
なお、エンジンや推進システムに水上バイクと同様のものを用いるが、直列に跨るものでないシートを備え、環状のステアリングにより操舵する「ジェットボート」等と呼ばれるものは、日本の免許制度上、水上オートバイではなくプレジャーボートに区別される。1990年代にカワサキから発売されていた「SC（スポーツクルーザー）」は、商品ラインナップにおいてはジェットスキーとして扱われているが、法規上は水上オートバイには該当しない。

## 概要
歴史
日本では本田技術研究所が研究を先行し着想着手した（旧松坂SFにて1972年にプロトタイプ設計図面が手書きで描かれている）。現在販売されているランナバウト艇についてみると、1968年にカナダのボンバルディア社が、シードゥーというランナバウトタイプの市販を開始したことが始まりとみることかできる（"sea-doo history"より）。
スタンドアップタイプは、アメリカ人マイク・ジェイコブス（カワサキモータースジャパンのサイトでは「ジャコブス」と表記）が「エキサイティングでニュータイプのレクリエーショナル・ウォータークラフトを商品化してほしい」と川崎重工業の子会社であるカワサキモータースコーポレーション・アメリカの販売会社に要望し、一人乗りのスタンドアップタイプが「JET SKI」として製品化されたのが始まりであるとされている。

構造
エンジンによりインペラーを回転させ、船体下部の吸入口（ジェットインテーク）から水を取り入れてジェットポンプで水流を加速させるウォータージェット推進システムを持ち、他の船舶が持つスクリューのような回転体は船体外へ露出していない。
ハンドルと連動するジェットノズルの方向を変えて旋回するので、アクセルオフではハンドルを切っても旋回しないという特殊な特性をもつ。
このような特性を踏まえ、現在発売されている機種には、危険回避のため、アクセルオフでも穏やかな旋回を確保する装置が装備されているものがある。一定の条件の下でエンジンの回転数を維持して推進力を発生させ、旋回性を確保するものであるが、かつては、船体側面後端にハンドルと連動する小さな舵を装備しているもの（シードゥー）もあった。

### 日本における概要
船舶職員及び小型船舶操縦者法施行規則 第百二十七条から抜粋
- 長さ4メートル未満、かつ、幅1.6メートル未満の小型船舶であること。
- 定員が2名以上の小型船舶にあつては、操縦位置および乗船者の着座位置が直列のものであること。
- ハンドルバー方式の操縦装置を用いる小型船舶その他の身体のバランスを用いて操縦を行うことが必要な小型船舶であること。
- 推進機関として内燃機関を使用したジェット式ポンプを駆動させることによって航行する小型船舶であること。
- 操縦者が船外に転落した際、推進機関が自動的に停止する機能を有するなど、操縦者がいない状態の小型船舶が船外に転落した操縦者から大きく離れないような機能を有すること。

免許
特殊小型船舶操縦士（2003年6月の法改正後、専用免許になり、ボート免許では操縦することは不可能。ただし、改正前に取得しているなら操縦可能）

## 水上オートバイの利点と欠点
利点
船などに対する水上オートバイの利点としては、以下が挙げられる。
- 船体が小さいため、停船場所を選ばない。停船しても、端に寄せれば交通の迷惑になりにくい。
- 船体価格が比較的安い。
- 保険料や税金、検査料金など、維持費が比較的安い。
- 狭い水路でも通行が可能。
- どこでもすり抜けができる（ただし、好ましい運転方法ではない）。
- スピンターンが容易で、回転半径が小さい。
- ワンボックス車の車内に格納、またはトレーラーに載せて自動車で運搬したり、クルーザーなどの大型船舶に積載し、機動的な運用ができる。

欠点
- 体が船体で覆われておらず露出しているため、事故の時に衝撃を直接受ける。
- 操作を誤ると、スライドあるいはヒールして落水する。
- 低速航行時の燃料消費率は、スクリュー推進の船舶よりも劣る（ウォータージェット推進システムの特性）。
- 雨天時は、快適性が著しく損なわれる。
- モラル・マナーの低い操縦者が、漁業従事者・海水浴客・近隣住民への騒音/環境問題など多くの問題を起こす。
- 二輪車や四輪車に比べ、比較的簡単な操作で手軽にスピード感を味わえるため、無免許操船（特に夏場）を誘発する。

## 水上オートバイの楽しみ方
以下のようにさまざまな楽しみ方があるが、いかなる場合でも、法令および各水域のローカルルールを遵守し、周囲の迷惑にならないよう留意する必要がある。
- ファンライド：特に目標を定めることなく、近辺を自由に航行する。
- ツーリング：仲間と数台で比較的長距離を航行する（オートバイにならった呼び方）。
- タイムトライアル：水面に目標物（マークブイ）を設置してコースを設営し、1人ずつタイムと技量を競う。
- レース：周回コースを数人で同時に走行し、着順を競う。
- フリースタイル：主にスタンドアップタイプを用いてさまざまな演技を披露するもの。協議会では2分間の制限時間内での演技を評価する。最近はバレルロール、バックフリップなどのジャンプ系の技が盛んである。
- ウェイクボード：両足をボードに固定し、小型船舶からロープで牽引する、水上スキーに類似したスポーツ。
- ウェイクスケート:ウェイクボードより短い板に両足を固定せずに靴を履いて横向きに乗るスポーツ。
- フィッシング：近年、魚群探知機やクーラーボックス、ロッドホルダーなどを装備又はオプション設定したモデルも登場している。

## 特殊な用途
水上警察や消防などの沿岸警備隊、海軍や海兵隊などの軍隊の他、民間のレスキュー会社や団体でもレスキュー用として配備している。機動力と入手の容易さから、警備隊や正規軍だけでなく海賊やテログループなどが、船舶に対する奇襲として利用することもある。
最近はボートやサーフィンなどのイベントでも、レスキュー艇として使用される機会が増えており、2005年8-9月にかけて岐阜県海津市の長良川で開催された世界ボート選手権においても地元ショップの協力により、水上オートバイがレスキューのために用意された。
市川市消防局でもレスキューに水上オートバイを使用している。2007年6月3日付けで宮崎市消防局に全国で初めて水上オートバイの愛好者で作る「水上バイク隊」が発足した。
2010年には水上バイク愛好者やライフセーバーなどからなる日本青バイ隊が発足した。

## 水上オートバイの危険性
水上オートバイは、その構造および力学的特性により、ほかの乗り物にはない危険性を内包している。そこから生まれる緊張感も水上オートバイの魅力の一つではあるが、マナーやルールを無視する愛好家が見受けられ、また、シーズン中の事故がマスコミで大きく取り上げられるため、「水上オートバイは反社会的である」というイメージが広がりつつある。この節では、その「水上オートバイの危険性」について、簡単に説明する。

### 乗員にとっての危険性
船舶は、自動車やオートバイと違い、レバー又はペダルの操作による制動機構はなく、水の抵抗を用いて減速・停止する（近年の水上オートバイの量販モデルには、リバース機構を用いた疑似的なブレーキ機能を装備したモデルもある。）。特性として低速走行時には特に不安定であり、転倒しやすい。ある程度以上のスピードになると安定するが、そのバランスは波の衝撃などによって崩れ、操縦者がバランスを制御しきれない場合は、操縦者の落水・転倒や、船体の転覆を招く。特に雨天時には視界が悪くなるので、天候の変化に留意するとともに、やむを得ず雨天時に操船する場合は安全に低速で走行する必要がある。
また、水上オートバイは、二輪車と同様に、乗員を保護する箱構造を持たず、むき出しのまま乗船するものであるため、救命胴衣の着用は義務であるが事故の際は乗員は身ひとつで放り出され、衝撃を受け止めることとなるとともに水に触れるので体温が奪われやすくなる点に注意が必要となる。しかも、いったん水上に放り出された場合、意識がなければ溺死の危険性があり、仮に意識があっても、水上オートバイと離れたり、機関が作動しなければ、人間の力では岸まで自力で帰還することは極めて困難であることも危険性を増大させる要素である。
水上オートバイの持つ高い機動性も、危険を拡大する方向に向いうる。水上オートバイは船舶と比べて小さいため、水面では目立ちにくい。漁をしている最中でも、隙間を縫って走る水上オートバイの進路を漁船がふさいだり、水面で停船している漁船が直進する水上オートバイの進路をふさいだりすることによる衝突事故の多くは、漁船操船者が水上オートバイを見落したことによって発生するものである。水上オートバイは他の操縦者からすれば不必要かつ急な高速ターンをすることかあり、予想しきれない行動ゆえの衝突事故を起こしやすい。
そのほか、ウォータージェット推進装置から噴き出した水が肛門から体内に入って内臓を傷つける死傷事故も起きている。

### 周囲にとっての危険性
水上オートバイはその手軽さから、モラルの低いライダーによる暴走や無資格者による未熟な操船が後を絶たず、地元住民や観光客に深刻な騒音被害を与えることがある。また、漁場近くで水上オートバイを操縦して漁場を荒らし、漁獲量を減らしたり、海水浴場近くで操縦したりして海水浴客との衝突事故を起こし、ライダーや海水浴客が死亡や重傷を負うといった事例も報告されている。2013年8月には能登島のイルカウォッチングが行われている入り江で12台の水上オートバイが約3時間にわたりイルカを追い回し、その後イルカの姿が見られなくなる事件が起きた。海上保安庁や水上警察による取り締まりや、メーカーや愛好者団体によるマナー向上活動の取り組みはされているが、最終的には操縦者の人間としてのモラルの問題であるところが大きい。
水上オートバイに関する苦情が増えていたこと等を受け、2017年には、2020年東京オリンピック等に対応するため警視庁による設置された有識者懇談会（座長藤原静雄）により、航行区域や飲酒運転、騒音等の規制や安全講習会の開催を定めるように提言が行われた。
兵庫県明石市では、市内の海岸で遊泳中の人が、近くを水上オートバイが猛スピードで通過したり、水上オートバイによって大量の水しぶきをかけられるなどする被害を受けているとして、被疑者不詳のまま、殺人未遂と兵庫県水難事故防止条例違反の容疑で神戸海上保安部に告発を行った。
また、水上オートバイの出す水流および排気ガスが環境面に与える影響も指摘されており、対策が講じられている。木曽川・長良川では、水流が魚の産卵場所である川床を破壊しないよう、航行規制が行われるなどの取り組みがされている。排気ガスについては、従来水上オートバイのほとんどが2ストローク機関という極めて環境負荷の高いエンジンを搭載していたが、近年は主要市場である米国の厳しい環境・騒音規制もあり、4ストローク機関や環境対応型の2ストローク機関への転換、低騒音タイプの吸排気システムの装備が進んでいる。2006年の時点で、日本国内でラインナップされている水上オートバイは20機種（ヤマハ7、カワサキ4、シードゥー9）あるが、販売の主流である3人乗りのランナバウトはすべて4ストローク機関を搭載しており、従来型2ストローク機関を搭載したものは4機種（すべて定員1名）と少数派になっていたが、2021年現在、日本国内で販売されている量販モデルは全て4ストローク機関を採用している。
環境対応型の2ストローク機関には、エンジン燃焼室内に燃料を直接噴射して排気ガスの低公害化を図るもの（カワサキ　STX1100DI・ULTRA1100DI、ボンバルディエ SEADOO 3D-DIなど）と、電子制御式燃料噴射装置と排気管に備えた触媒装置の併用により排気ガスを浄化するもの（ヤマハ MJ-GP1300R）があった。日本国内でも、「滋賀県琵琶湖のレジャー利用の適正化に関する条例」（琵琶湖ルール）により、従来型2ストロークエンジンの使用が禁止（経過措置あり）されるなどの取り組みがなされており、フリースタイル競技用などの一部のモデルを除いては、従来型2ストロークエンジンの使用は順次減少していくものと思われる。

## 日本における水上オートバイ事故対策
行政対策
行政による対策として、各自治体の条例や船舶職員及び小型船舶操縦者法で水上オートバイの操縦区域を制限したり、酒気帯び運転を取り締まったりしている。また、安全に操縦するため、各地で講習会を行ったりして、事故の防止を呼びかけている。滋賀県では、条例によって琵琶湖で水上オートバイを操船する際の安全講習会を行っている。これを受講しないと琵琶湖で操船できないようになっている。
傷害・損害保険
小型船舶（水上オートバイを含む）には保険の加入が義務付けられていないため、保険加入率が低いために保険料が高騰し、それにより保険加入率がさらに低下するという悪循環が指摘されており、保険加入率向上策が検討されている。
雑誌やライダーによる安全対策
水上オートバイの直接のユーザであるライダーのグループの中にも、自主的なイベントなどを通じて、啓蒙活動を行っているところがある。こういった活動には、単に「事故を起こさない」「事故にあわない」といった受身のものだけではなく、たとえば救護技術の習得など能動的なものも含まれる。
また、ライダーをマーケットとする水上オートバイ雑誌なども、しばしば安全性に関する特集記事を掲載している。

## メーカーによる安全対策
水上オートバイのメーカーも、安全な水上オートバイを目指しての開発を進めており、最近の主力モデルでは、低速時の操舵を補助する装置（前述「構造」欄参照）や初心者などに配慮した出力制御装置などの措置が装備されている。

## ライディングギア
水上オートバイに乗船する際身につける装備をいう。衣類に属するものは「ライディングウェア」と呼ぶ。専用のライディングウェアが市販されている。それらは水上オートバイの乗船姿勢に合わせて裁断され、防護性も考えられており、ライディングに適した機能をもつ。日本では2002年の免許改正により、ライダーおよびその同乗者は救命胴衣を着用することが義務付けられた。違反した場合は6か月以内の操縦禁止の行政処分を受けることになる。

## 日本の製造メーカー
- カワサキモータース（カワサキ）ジェットスキー
- ヤマハ発動機（ヤマハ）マリンジェット

### かつて生産していたメーカー
- スズキ（スティンガージェット、WET BIKE）
- ブリヂストン（サーフジェット）
- ヤンマー（ウェットジェット）
- 本田技研工業（アクアトレックス）※日本国内で正規販売はしていなかった

## 日本国外の製造メーカー
- ボンバルディア・レクリエーショナルプロダクツ（シードゥー）

### かつて生産していたメーカー
- アクアジェット（ジェットバイク）
- ARCTIC（タイガーシャーク）
- シーフラッシュ
- ポラリス・インダストリーズ - 1992年から2004年にかけて製造
- W/B
- サンダージェット
- HSRベネリ（ハイドロスペース）

## 水上オートバイを用いて行われるスポーツイベント
- JJSF（日本ジェットスポーツ連盟）主催大会（クロースドコース、フリースタイル）
- KAZE JETSKI耐久イベント
- S-1グランプリ
- IJSBA World Finals
- M-1 Grand Prix